# 驱逐舰中队
驱逐舰中队，是一种以驱逐舰为主要兵力的分舰队或区舰队。某些场合下，驱逐舰中队也会包含巡防艦等。

## 英国
英国皇家海军在20世纪初刚引入“鱼雷艇驱逐舰”时就开始了驱逐舰中队的编制。到第二次世界大战前驱逐舰单位都是区舰队级别，到了二战及战后才逐渐提升为分舰队级别。各驱逐舰中队沿革见英国海军分舰队列表。

## 美国
美国海军内驱逐舰中队缩写为DESRON；一支驱逐舰中队不但包括驱逐舰，也可以有巡防舰。美国海军的驱逐舰中队通常并非作战单位，而是负责各舰艇训练、装备、行政管理等。二战期间，美国海军逐渐发展出新的编制形式，一支驱逐舰中队由两支驱逐舰分队（各辖4艘驱逐舰）以及一艘中队旗舰组成。这种新形式同时兼顾作战及行政功能。50年代末到1962年初，美军的一支驱逐舰中队（两分队共8艘，另加1艘旗舰）由海军少将指挥，通常编入到更大的特混舰队内，为舰队提供反潜掩护。
1962年4月1日，美军组建了巡洋舰-驱逐舰区舰队（CRUDESFLOT）。1973年6月30日，撤销巡洋舰-驱逐舰分舰队的编制，改为巡洋舰-驱逐舰战斗群（CRUDESGRU）。在这一体系下，巡洋舰-驱逐舰战斗群的指挥官有时会奉命指挥一支航空母艦戰鬥群（CVBG）。2004年10月1日，美军进行新一轮改革，航空母艦打擊群取代了旧有的体制。

### 美军驱逐舰中队列表
- 第1驱逐舰中队（英语：Destroyer Squadron 1） (DesRon 1)，隶属美國太平洋艦隊。 （页面存档备份，存于）
- 第2驱逐舰中队（英语：Destroyer Squadron 2），隶属美国大西洋舰队
- 第3驱逐舰中队：1941年末，以一艘波特级克拉克號作为旗舰，下辖2队共8艘馬漢級驅逐艦[1]。
- 第4驱逐舰中队
- 第5驱逐舰中队：1941年末，编制类似第3中队。
- 第6驱逐舰中队（大西洋）
- 第7驱逐舰中队（英语：Destroyer Squadron 7）（太平洋）
- 第8驱逐舰中队
- 第9驱逐舰中队：初次成立于1920年，1930年5月解散。1937年在太平洋舰队内再次建立第9中队。1942年母港位于巴西累西腓[2]。1946年再次在太平洋舰队内建立，基地位于美国西海岸[3]。
- 第10驱逐舰中队（大西洋）：第一支装备格里維斯級驅逐艦的单位，也是二战期间第4支装备了1630吨级驱逐舰的单位[4]
- 第11驱逐舰中队（英语：Destroyer Squadron 11）：1923年宏达角事件（英语：Honda Point disaster）涉事舰艇所属。1941年，11中队在冰岛南方的航线进行巡逻。1941年10月17日，卡尼号（英语：USS Kearny (DD-432)）成为第一艘受到德国U型潜艇鱼雷攻击的美国军舰。战后基地设在太平洋。
- 第14驱逐舰中队（英语：Destroyer Squadron 14）：2015年7月31日变更为第14水面中队[5]。
- 第15驱逐舰中队（英语：Destroyer Squadron 15）（太平洋）：太平洋永久部署的驱逐舰前进单位，基地位于日本横须贺。[6]
- 第17驱逐舰中队（太平洋）：1990年代划入第5巡洋舰-驱逐舰战斗群（英语：Carrier Strike Group 11）。
- 第18驱逐舰中队（大西洋）：1943年5月28日成立，基地位于加利福尼亚聖地牙哥 (加利福尼亞州)，包含9艘军舰[7]，后作为第60特混舰队划入企業號所在的战斗群，在地中海和亚得里亚海执行任务。
- 第20驱逐舰中队
- 第21驱逐舰中队（英语：Destroyer Squadron 21）（太平洋）：1943年3月1日成立，由当时在瓜达尔卡纳尔岛作战的弗萊徹級驅逐艦组成。1945年12月31日解散，日后由第18中队重新组建。[8]
- 第22驱逐舰中队（英语：Destroyer Squadron 22）（二战战史可见 （页面存档备份，存于））：2010年的编制包括喬治·H·W·布希號航空母艦等[9]。
- 第23驱逐舰中队（英语：Destroyer Squadron 23）（太平洋）
- 第24驱逐舰中队：2011年9月30日解散。[10]
- 第25驱逐舰中队（太平洋）
- 第26驱逐舰中队（英语：Destroyer Squadron 26）：曾在韩国、越南、加勒比海、中东多地服役，时间超过50年。1950年，第26中队成立，下辖4艘通用驱逐舰。1952年参加朝鲜战争。朝鲜战争结束后以弗吉尼亚诺福克作为母港。1964年，成为海军的三个全导弹驱逐舰中队之一。1964到1970年在东南亚活动。1971年至1974年，中队作为试点单位，由业务突出、而军衔比常规要求低一级的军官指挥。2012年，参加了英国海军举行的联合战士演习[11]。
- 第28驱逐舰中队（英语：Destroyer Squadron 28）
- 第31驱逐舰中队（太平洋）：1939年9月成立[12]。二战期间，31中队在北大西洋参加护航任务。1941年10月31日，中队内的鲁本·詹姆斯号在护航时遭到德国U潜艇鱼雷攻击，成为二战美军第一艘被击沉的军舰。二战结束后在圣迭戈解散，1968年2月1日重新组建，参加在东南亚的行动。1970年初再次解散；1971年6月5日第三度成立，并活跃至今。
- 第35驱逐舰中队（珍珠港）
- 第36驱逐舰中队 （页面存档备份，存于）
- 第40驱逐舰中队（第四舰队）
- 第50驱逐舰中队（英语：Destroyer Squadron 50）（第五舰队）：1943年成立，1945年解散。1994年再次组建。
- 第60驱逐舰中队（英语：Destroyer Squadron 60）：21世纪时重新组建，部署在地中海区域。

## 日本
旧日本海军称呼驱逐舰中队为水雷戰隊。水雷战队的战术是凭借自身的高航速，在夜战中迅速接近敌方，在近距离实施“雷击”（使用鱼雷进行攻击）。为了提高成功率，水雷战队需要冒着自身承受重大伤亡的风险，抵近至近距离再行发射。
太平洋战争期间，日军先后组建了7支水雷战队。按日军的规划，一支水雷战队应该包含4支驱逐队，每支驱逐队包含4艘驱逐舰；同时包括一艘旗舰（早期为旧式装甲巡洋舰等，二战期间普遍为轻巡洋舰）。由于日本自身的舰艇数量不足，战争期间编制不一定足额。